# كريستيان براتو
كريستيان براتو (بالرومانية: Cristian Bratu)‏ هو لاعب كرة قدم روماني في مركز الوسط، ولد في 24 ديسمبر 1977 في بيتيشت في رومانيا. لعب مع بولتيهنيكا تيميسوارا وبوليتنيكا ياشي ونادي أوتيلول ريشيتا ويونيفرسيتاتيا كرايوفا.

## وصلات خارجية
- كريستيان براتو على موقع الاتحاد الأوربي (الإنجليزية)
- كريستيان براتو على موقع قاعدة بيانات كرة القدم.إي يو (الإنجليزية)
- كريستيان براتو على موقع Soccerway.com (الإنجليزية)